# Cryptista

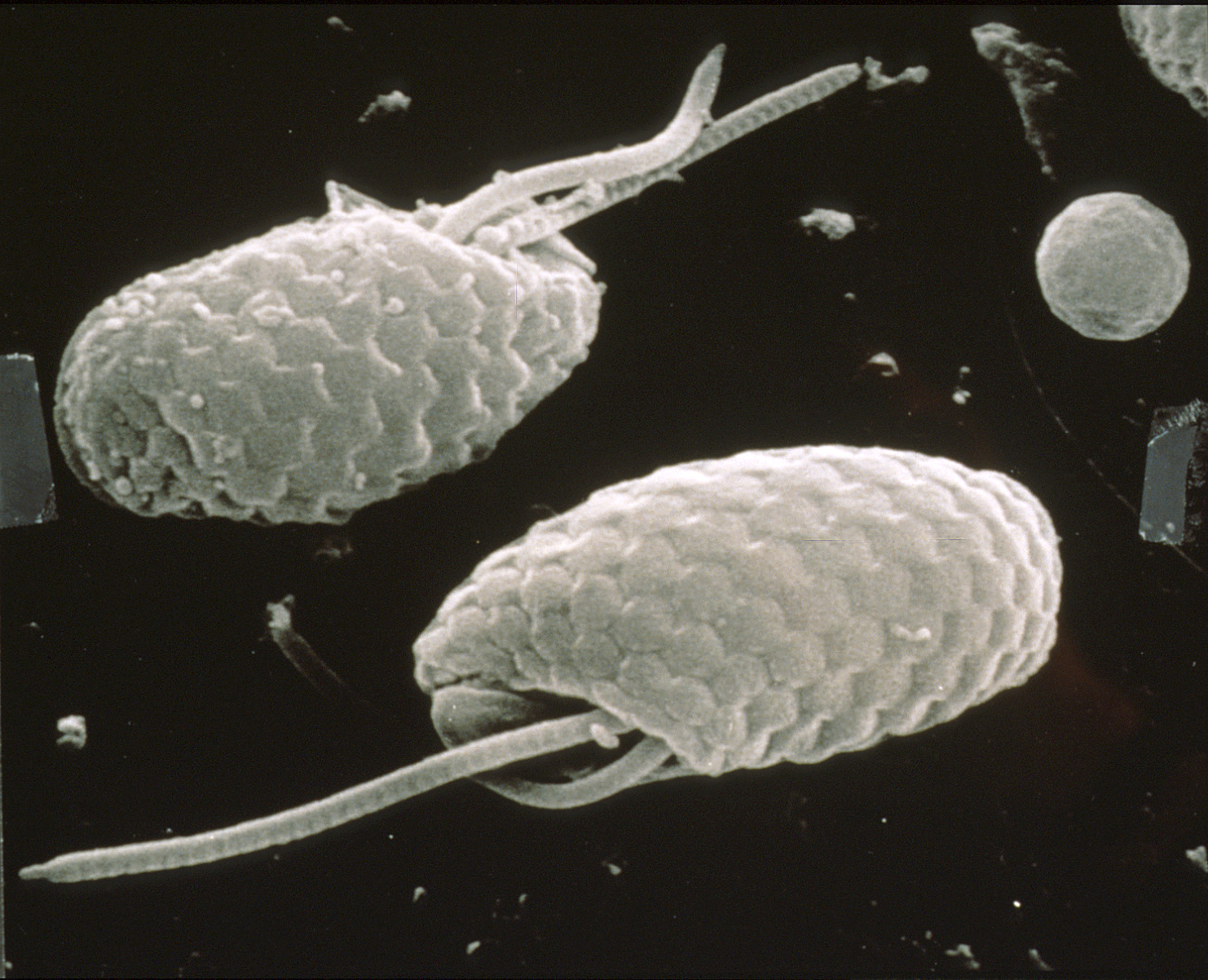
Cryptophyta.

Cryptista é um clado de organismos eucarióticos semelhantes a algas, provavelmente filogeneticamente relacionado com o agrupamento Archaeplastida, grupo que inclui as plantas e muitas das algas, dentro do grupo maior Diaphoretickes.

## Descrição
Cryptista é um clado de protistas que agrupa as algas do grupo Cryptophyta e vários grupos de organismos heterotróficos com elas relacionados.
As criptófitas são algas que possuem cloroplastos com clorofilas a e c, as quais, devido ao tipo de clorofila e por serem circundadas por quatro membranas, são supostamente provenientes da endossimbiose secundária de uma alga vermelha. O resto dos grupos são heterótrofos. Todos esses grupos são caracterizados por apresentarem apêndices na forma de trigêmeos de fibras tubulares no flagelo anterior.

## Taxonomia
Embora às vezes tenha sido colocado no mesmo grupo dos Haptista no grupo Hacrobia, dentro do reino Chromista, estudos mais recentes permitiram demonstrar que Hacrobia não é um clado.  Por exemplo, em 2016, um amplo estudo filogenómico descobriu que os criptistas se enquadram no grupo Archaeplastida, enquanto os haptófitos estão intimamente relacionados com o supergrupo SAR.
Com base nos estudos de Cavalier-Smith, Chao & Lewis 2015 é possível estabelecer a seguinte taxonomia:
- Corbihelia
  - Filo Microheliellida Tedersoo 2017 (Endohelia Cavalier-Smith 2015)
    - Classe Endohelea Cavalier-Smith 2012
- Clade Cryptista s.s.
  - Filo Palpitophyta Tedersoo 2017
    - Classe Palpitea Cavalier-Smith 2012

  - Clade Rollomonadia Cavalier-Smith 2013 stat. nov.
    - Filo Kathablepharidophyta Okamoto & Inouye 2005 (Leucocrypta Cavalier-Smith 2015)
      - Classe Leucocryptea Cavalier-Smith 2004[13] [Kathablepharidea (sic) Okamoto & Inouye 2005; Kathablepharidophyceae]

    - Filo Cryptophyta Pascher 1913 em. Adl et al. 2012 (Cryptomonada Cavalier-Smith 2004 sta. n.)
      - Classe Goniomonadea Cavalier-Smith 1993
      - Classe Cryptophyceae Fritsch 1937

Uma possível árvore filogenética dos diferentes grupos é a seguinte:
|  | Microhelida   |
|  |               |
|  | Heliomonadida |
|  |               |

|  | Picozoa   |
|  |           |
|  | Telonemia |
|  |           |

|  | Microhelida   |
|  |               |
|  | Heliomonadida |
|  |               |

|  | Picozoa   |
|  |           |
|  | Telonemia |
|  |           |

|                | Kathablepharida                                                                             |
|                |                                                                                             |
|                | \| \| Goniomonadea \| \| \| \| \| + Rhodophytina \| Cryptophyceae \| \| \| Cryptophyceae \| |
|                |                                                                                             |
|                | Goniomonadea                                                                                |
|                |                                                                                             |
| + Rhodophytina | Cryptophyceae                                                                               |
|                | Cryptophyceae                                                                               |

|                | Goniomonadea  |
|                |               |
| + Rhodophytina | Cryptophyceae |
|                | Cryptophyceae |

|                | Kathablepharida                                                                             |
|                |                                                                                             |
|                | \| \| Goniomonadea \| \| \| \| \| + Rhodophytina \| Cryptophyceae \| \| \| Cryptophyceae \| |
|                |                                                                                             |
|                | Goniomonadea                                                                                |
|                |                                                                                             |
| + Rhodophytina | Cryptophyceae                                                                               |
|                | Cryptophyceae                                                                               |

|                | Goniomonadea  |
|                |               |
| + Rhodophytina | Cryptophyceae |
|                | Cryptophyceae |

|  | Microhelida   |
|  |               |
|  | Heliomonadida |
|  |               |

|  | Picozoa   |
|  |           |
|  | Telonemia |
|  |           |

|  | Microhelida   |
|  |               |
|  | Heliomonadida |
|  |               |

|  | Picozoa   |
|  |           |
|  | Telonemia |
|  |           |

|                | Kathablepharida                                                                             |
|                |                                                                                             |
|                | \| \| Goniomonadea \| \| \| \| \| + Rhodophytina \| Cryptophyceae \| \| \| Cryptophyceae \| |
|                |                                                                                             |
|                | Goniomonadea                                                                                |
|                |                                                                                             |
| + Rhodophytina | Cryptophyceae                                                                               |
|                | Cryptophyceae                                                                               |

|                | Goniomonadea  |
|                |               |
| + Rhodophytina | Cryptophyceae |
|                | Cryptophyceae |

|                | Kathablepharida                                                                             |
|                |                                                                                             |
|                | \| \| Goniomonadea \| \| \| \| \| + Rhodophytina \| Cryptophyceae \| \| \| Cryptophyceae \| |
|                |                                                                                             |
|                | Goniomonadea                                                                                |
|                |                                                                                             |
| + Rhodophytina | Cryptophyceae                                                                               |
|                | Cryptophyceae                                                                               |

|                | Goniomonadea  |
|                |               |
| + Rhodophytina | Cryptophyceae |
|                | Cryptophyceae |